# Micrablepharus atticolus
Micrablepharus atticolus — вид ящірок родини гімнофтальмових (Gymnophthalmidae). Ендемік Бразилії.

## Поширення і екологія
Micrablepharus atticolus мешкають в центральній і південній Бразилії, від південної Пари і східної Рондонії на південь до Сан-Паулу і Мату-Гросу-ду-Сул. Вони живуть в сухих тропічних лісах, рідколіссях і саванах серрадо.